# Pocahontas (Arkansas)
Pocahontas ist eine amerikanische Stadt im US-Bundesstaat Arkansas und ist der Hauptort, damit auch Verwaltungssitz, von Randolph County. Das U.S. Census Bureau hat bei der Volkszählung 2020 eine Einwohnerzahl von 7.371 ermittelt.

## Geographie
Pocahontas hat eine Gesamtfläche von 19,5 km², darunter 0,5 km² Wasserflächen. Die Stadt liegt am Black River im Nordosten von Arkansas.
Randolph County grenzt an den Bundesstaat Missouri.

## Bildung
Das örtliche Schulsystem besteht aus folgenden schulischen Einrichtungen:
- Alma Spikes Elementary School (Grundschule)
- M. D. Williams Intermediate School
- Pocahontas Junior High School (Klasse 7–9)
- Pocahontas High School (Klasse 10–12)

Darüber hinaus beherbergt Pocahontas das Black River Technical College (BRTC). Das Maskottchen der örtlichen Schulen ist der „redskin“ („Rothaut“), dieses ist eine rassisch deskriptive Bezeichnung für „Indianer“.

## Demografie
Im Jahr 2000 sind 97,27 % der Bevölkerung Weiße, 1,1 % Afroamerikaner, 0,89 % hispanischer Abstammung, 0,44 % indigener Herkunft, 0,08 % Asiaten und 0,2 % Angehörige anderer ethnischer Gruppen.
Im Durchschnitt beträgt das Alter in Pocahontas 38 Jahre. Die Alterszusammensetzung bei der Volkszählung im Jahr 2000 war:
- unter 18 – 23,7 %
- 18 bis 24 – 9,7 %
- 25 bis 44 – 25,5 %
- 45 bis 64 – 20,1 %
- über 65 – 21 %

Auf 100 Frauen kamen im Jahr 2000 84,6 Männer, und auf 100 Frauen (18 Jahre und älter) kamen 78,5 Männer.

## Söhne und Töchter der Stadt
- Nell I. Mondy (1921–2005), Biochemikerin und für ihre „Kartoffel“-Forschung international bekannt
- Billy Lee Riley (1933–2009), Rockabilly-, Blues-, Folk- und Country-Musiker
- Slim Rhodes (1912–1966), Country- und Rockabilly-Musiker sowie Moderator